# 斑种草
斑种草（学名：Bothriospermum chinense）是紫草科斑种草属的植物，是中国的特有植物。分布于中国大陆的山西、甘肃、河北、河南、陕西、山东、辽宁等地，生长于海拔300米至500米的地区，多生长于山坡草丛、荒野路边以及竹林下，目前尚未由人工引种栽培。

## 外部連結
- 斑種草, Banzhongcao （页面存档备份，存于） 藥用植物圖像數據庫 (香港浸會大學中醫藥學院) （繁體中文）（英文）